# Comune di Rødovre
Il comune di Rødovre è un comune danese situato nella regione di Hovedstaden. Capoluogo e sede amministrativa è la cittadina omonima.